# Skiwasser

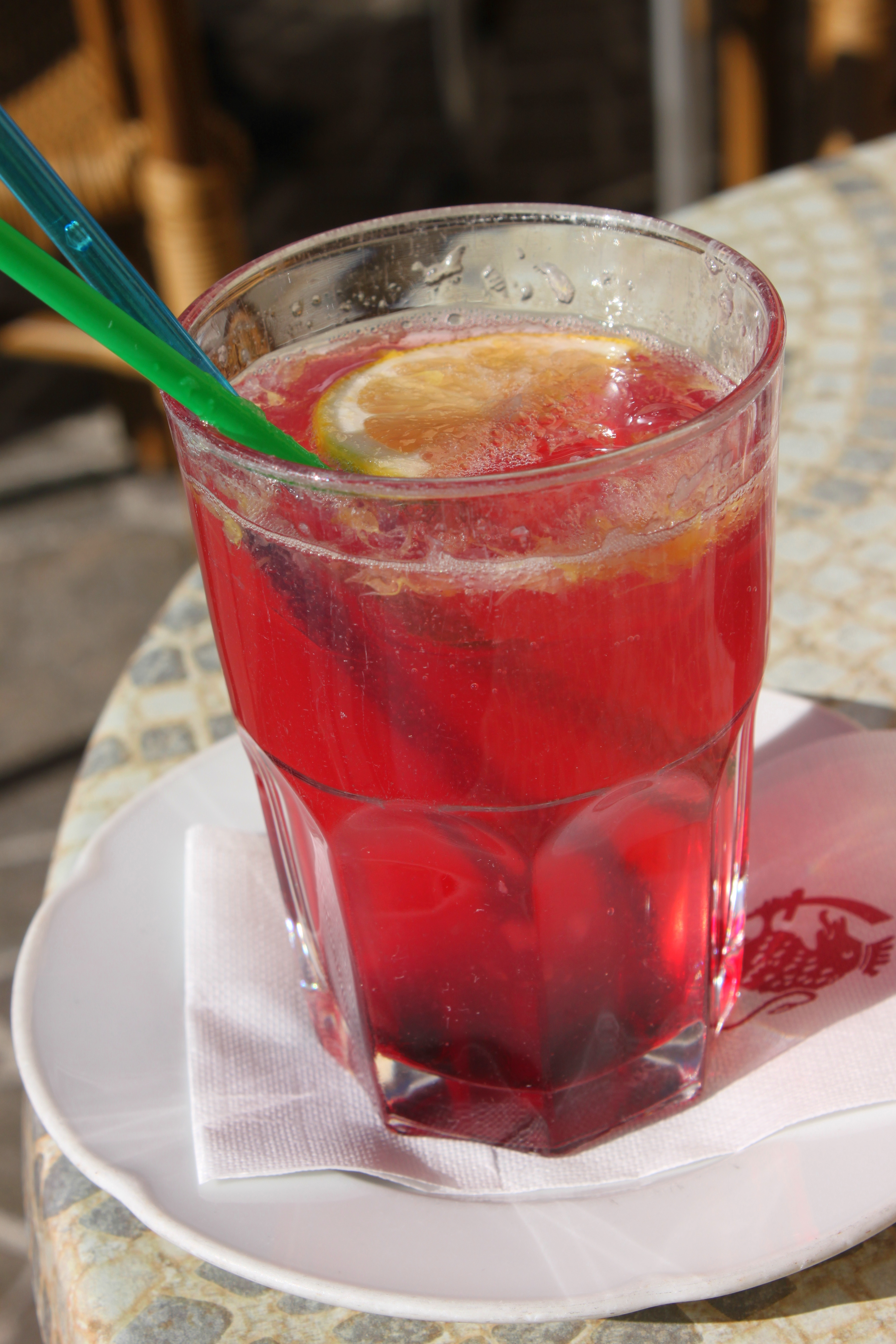
Skiwasser mit Zitrone

Skiwasser ist ein alkoholfreies Erfrischungsgetränk, in der einfachsten und ursprünglichen Variante auf der Grundlage von Himbeersirup, Zitronensaft und Wasser. Seinen Ursprung hat es in den Wintersportorten Tirols, als Teil des Getränkeangebotes auf Skihütten. Aufgrund der guten Lagerfähigkeit und Ergiebigkeit ist es dort bei Gastronomen besonders beliebt. Mittlerweile sind auch Sirupmischungen im Handel erhältlich, die nur mehr mit Wasser verdünnt werden müssen, ähnlich anderen Softdrinks in der Gastronomie. Daneben werden auch gleichnamige Varianten aus frischen Früchten zubereitet und Cocktailkreationen mit Alkohol angeboten.